# Зомбияйц
«Зомбияйц» — концертный альбом БГ, выступавшего с программой «Новый электрический пёс» с лета 1998 по лето 1999 года.
Альбом выпущен в 2009 году по восстановленной записи с концерта 1 ноября 1998 года в Пензенском областном драматическом театре, однако место и дата записи не указаны в буклете.
Партия бас-гитары на альбоме исполнена на клавишных инструментах. Особо отмечается энергичная трактовка песни «Электрический пёс».
В 2013 году альбом был переиздан SoLyd Records при участии фирмы Bomba Music на двух виниловых пластинках.

## Исполнители
- Борис Гребенщиков — вокал, акустическая гитара
- Олег Шар — перкуссия
- Дмитрий Веселов — перкуссия
- Борис Рубекин — клавишные, клавишный бас
- Олег Сакмаров — саксофон, синтезатор, флейта
- Александр Пономарёв — электрогитара
- Николай Кошкин — рейнстик, бубен, хореография
- Олег Гончаров — звукорежиссёр

## Список композиций
1. Трамвай (4:26)
2. Никто из нас не (5:35)
3. Я — Змея (4:29)
4. Очарованный тобой (3:39)
5. Мочалкин блюз (4:20)
6. Немое кино (5:24)
7. Королевское утро (2:38)
8. Электрический пёс (4:43)
9. Моей звезде (2:18)
10. Скорбец (5:46)
11. Девушки танцуют одни (6:43)
12. Сны о чём-то большем (6:32)
13. Небо становится ближе (7:16)
14. С утра шёл снег (9:42)

- Музыка и слова — Борис Гребенщиков
- Аранжировка — Аквариум
- Оформление альбома — Н. Федосова (Colour Of Dreams)